# Shamilla Miller
Shamilla Ismael Miller (* 14. September 1988 in Kapstadt) ist eine südafrikanische Schauspielerin, Fernsehmoderatorin und Model.

## Leben
Miller wurde am 14. September 1988 in Kapstadt geboren. 2009 verließ sie die AFDA, The School for the Creative Economy mit einem Bachelor of Arts in Live Performance und Film. Nach Mitwirkungen in verschiedenen Theaterproduktionen feierte sie 2013 in einer Nebenrolle im Film Zulu – Blutiges Erbe ihr Filmschauspieldebüt. In den nächsten Jahren folgten Besetzungen in verschiedenen Kurzfilmen, ehe sie 2015 in 35 Episoden der Fernsehserie Suidooster in der Rolle der Yasmeen zu sehen war. Eine weitere größere Serienrolle hatte sie 2018 in Troja – Untergang einer Stadt als Athena inne. 2020 war sie in der Fernsehserie Blood & Water in der Rolle der Riley Morgan zu sehen. 2021 übernahm sie mit Kelly eine der Serienhauptrollen in Tote Orte und wirkte im selben Jahr in den Fernsehfilmen Home Affairs: A Love Story und Love, Lies and Hybrids mit.

## Filmografie (Auswahl)
- 2013: Zulu – Blutiges Erbe (Zulu)
- 2014: T-Junction (Kurzfilm)
- 2014: Nommer 37 (Kurzfilm)
- 2015: Lazy Susan (Kurzfilm)
- 2015: Kleingeld (Kurzfilm)
- 2015: Suidooster (Fernsehserie, 35 Episoden)
- 2016: Sonskyn Beperk
- 2016: Hooten & the Lady (Fernsehserie, Episode 1x08)
- 2017: Double Echo
- 2018: Troja – Untergang einer Stadt (Troy: Fall of a City, Fernsehserie, 5 Episoden)
- 2019: The Girl from St. Agnes (Fernsehserie, 8 Episoden)
- 2020: The Verdict (Kurzfilm)
- 2020: Blood & Water (Fernsehserie, 3 Episoden)
- 2020: Jerusalema – South African Film Industry (Kurzfilm)
- 2021: Home Affairs: A Love Story (Fernsehfilm)
- 2021: Tali's Baby Diary (Fernsehserie, Episode 1x02)
- 2021: Tote Orte (Dead Places, Fernsehserie, 8 Episoden)
- 2021: Comedy Mixtape (Fernsehserie)
- 2021: Love, Lies and Hybrids (Fernsehfilm)
- 2022: My Beskermer (Kurzfilm)
- 2022: The Umbrella Men